# Yoshitaka Amano

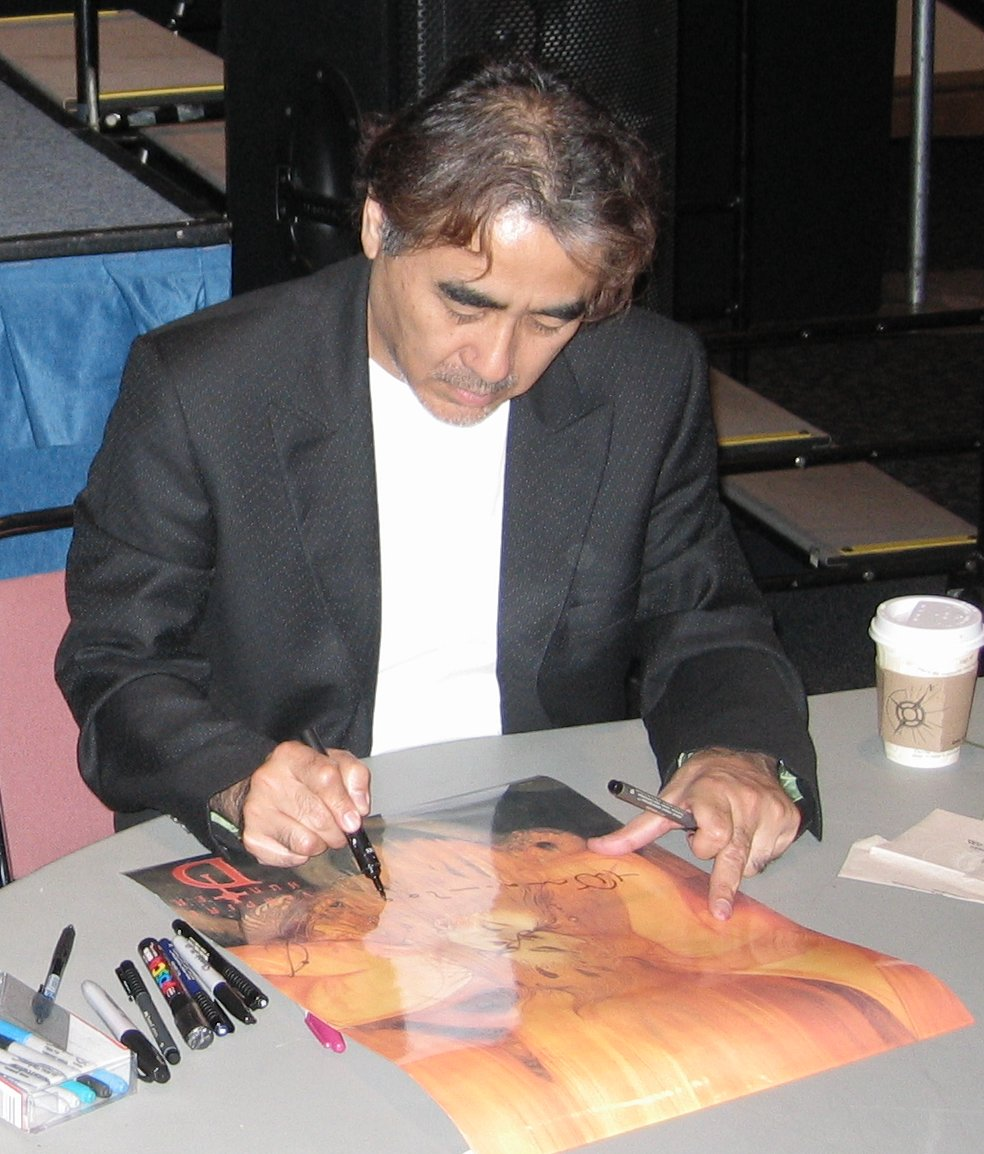
Yoshitaka Amano (2006)

Yoshitaka Amano (jap. 天野 喜孝 Amano Yoshitaka; * 26. März 1952 in Shizuoka) ist ein japanischer Künstler.
Er ist vor allem durch seine Arbeit als Figuren-Designer für mehrere Computerspiele der Final-Fantasy-Serie bekannt, aber auch für Illustrationen der Romanserie Vampire Hunter D von Hideyuki Kikuchi. Er illustrierte auch The Sandman: The Dream Hunters von Neil Gaiman.
Amanos Arbeit wird durch mitreißende, fließende Linien charakterisiert, vor allem bei der Darstellung von Haaren oder Kleidung. Ein Großteil seiner Arbeit wurde mit Wasserfarben und Tusche ausgeführt, wobei er auch eine große Bandbreite an weiteren Materialien einsetzte.
Amano trat auch in dem 1998 gedrehten Film New Rose Hotel auf, in dem er die Figur Hiroshi verkörperte.
Immer noch aktiv erstellt Amano Illustrationen zu den Final-Fantasy-Spielen.

## Liste seiner Werke

### Illustrationen
(Anmerkung :Erschienene Bildbände plus Erscheinungsjahr plus Verlagsname)
- Maten						1984		Asai Sonorama;
- Genmu-Kyu					1986		Shinsokan;
- Imagine					1987		Shinshokan;
- Hiten						1989		Asahi Sonorama;
- Final Fantasy Monster Manual			1989		JICC Shuppan;
- Dawn	 					1991		NTT Shuppan;
- Tenba no yume (Arslan)				1991		Kakukawa Shuppan;
- Tsuki no Oo					1992		anzu dô;
- Rasen-O					1992		TokumaShôten;
- Mono						1993		anzu dô;
- Tengoku no kaidan				1993		kôdansha;
- Japan						1993		NTT Shuppan;
- Katen						1994		kôdansha;
- Yoshitaka Amano CP				1996		Fuiken Shobou;
- Guin Saga					1996		Hayakawa Shobou;
- Yousei						1996		anzu dou;
- Tarot Card					1996		Kôfûsha shôten;
- Budouhime					1996		kôdansha;
- Genjimonogatari				1997		anzu dou;
- Kanoke						1997		asahi Sonorama;
- Think like Amano				1997		Ten Production inc.;
- 1001 Nights					1999		asahi Sonorama;
- Alice Erotica					1999		anzu dô;
- The Sandman: The Dreamhunter (Graphic-Novelle)1999		Vertigo DC ;
- Biten						1999		Asahi Sonorama;
- Märchen					2000		anzu dô;
- Vampire Hunter D				2000		Asahi Sonorama;
- Poem						2001		anzu dô;
- Kotatsu I					2002		Koudansha;
- Kotatsu II					2002		Koudansha;
- Mateki						2002		asahi Sonorama;
- Guin Saga Collections				2002		Hayakawa Shobou;
- The Sky (limited Edition)			2002		Verlag unbekannt;
- Kiten						2002		Asahi Sonorama;
- Wolverine & Electra: Redeemer (graphic-Novelle)2002		Marvel Direct Edition;
- Symphonie					2002		anzu dô;
- N.Y. Salad					2002		JPT. Co Ltp.;
- Amano: The complete prints			2002		Bijutsu Shuppansha;
- Amano: First					2003		Asahi Sonorama;
- Yoshitaka Amano – Sumi-e no Sekai		2003		anzu dô;
- Galneryus – Albumcover                        2003, 2005, 2006            VAP, Inc.;
- V-Magazine: “White Duke” (Fortsetzungsreihe)	2004		Slipcase Edition;
- The Art of Angel’s Egg				2004		Tokuma Shôten;
- The Virgin					2004		Jeneon Entertainment;
- “Silence” The Art of Front Mission 		2004		Square-Enix;
- kitan-Soshi (graphic-Novelle)			2005		AsahiSha;
- Hana no Hebi					2005		Oota shuppan;
- M						2005		Snoerk Verlag;
- Yôkihi						2006		Enter Brain;
- Worlds of Amano				2007		Dark Horse;

### Videospiele
- Final Fantasy (1987) (NES)
- Final Fantasy II (1988) (NES)
- Final Fantasy III (1990) (NES)
- Final Fantasy IV (1991) (SNES)
- Final Fantasy V (1992) (SNES)
- Final Fantasy VI (1994) (SNES)
- Final Fantasy VII (1997) (PS1/PC) – Amano war nicht der Figuren-Designer des Spiels, kreierte jedoch Teile der Konzepts und damit zusammenhängende Figuren-Illustrationen.
- Kartia: World of Fate (PS1) (1998)
- Final Fantasy VIII (1999) (PS1/PC) – Erneut war Amano nicht der Figuren-Designer des Spiels, kreierte jedoch Teile der Konzepts und damit zusammenhängende Figuren-Illustrationen.
- Final Fantasy IX (2000) (PS1) – Illustrationen und Figurendesign.
- El Dorado Gate Vol. 1 to 7 (DC) (2000–2001)
- Final Fantasy X (2001) (PS2) – Wieder war er nicht der Figuren-Designer des Spiels, kreierte jedoch Teile der Konzepts und damit zusammenhängende Figuren-Illustrationen
- Final Fantasy XI (2002) (PS2/PC/Xbox 360) Einige Illustrationen, unter anderem das Logo und die Verpackungen der Erweiterungen.

Figuren-Designer von Final Fantasy VII, VIII, X und X-2 war Tetsuya Nomura. Akihiko Yoshida war der Figuren-Designer von Final Fantasy XII.

### Animationen
- Tekkaman The Space Knight
- Casshan
- Gatchaman (in den USA als G-Force oder Battle of the Planets veröffentlicht, kürzlich erneut aufgelegt als Gatchaman bei ADV Films)
- Time Bokkan
- Kikō Sōseiki Mospeada (auch Robotech: The New Generation)
- Tenshi no Tamago (Angel’s Egg)
- Amon Saga
- 1001 Nights
- Tori no Uta